# 7. základní a mateřská škola Plzeň
7. základní a mateřská škola Plzeň (dále též jako škola) je příspěvková organizace zřízená městem Plzeň za účelem poskytování základního a předškolního vzdělání, školní družiny, školního stravování (školní jídelna) pro žáky a zaměstnance školy, pro žáky ostatních škol a školských zařízení. 

## Areál školy
Celý areál školy se rozprostírá na 17 219 m², uprostřed panelového sídliště Vinice (Plzeň 1). V blízkosti školy se nachází některá zajímavá místa např. Zoologická a botanická zahrada Plzeň nebo Lochotínský park, jejichž návštěvu škola využívá pro zpestření výuky žáků. Škola díky své rozsáhlé zahradě a modernímu hřišti poskytuje svým žákům i bezpečnou relaxační zónu, kterou mohou využívat během školní výuky, při pobytu ve školní družině, nebo v době mimoškolního volna. Budova školy je členěna na několik pavilónů, které jsou volně průchodné i přístupné samostatnými vchody. K areálu školy patří hřiště s umělým povrchem a školní pozemek. V areálu školy se nachází také mateřská škola, hospodářská budova a budova jídelny se sportovní halou, jež jsou součástí základní školy.

## Charakteristika školy
Základní škola má kapacitu 600 žáků, mateřská škola pro 104 dětí a školní družina pro 350 žáků, školní jídelna má kapacitu, až pro 720 strávníků. Je taktéž provozována přípravná třída s kapacitou 12 žáků.
Od školního roku 2019/20 funguje ve škole žákovský parlament (též jako školní parlament), do kterého jsou voleni zástupci tříd z řad žáků. Vznikl za účelem pozitivního ovlivnění chodu školy.
Škola také doplňkově poskytuje vzdělávací a tělovýchovné činnosti pro volný čas mládeži a dospělým, stravování pro veřejnost, pronájem prostor a také pořádá kulturně-vzdělávací, zábavné a prodejní programy, akce a výstavy.

### Výuka
Výuka žáků je realizována ve 28 učebnách, z nichž většina slouží jako kmenové třídy, jazykové učebny a v šesti případech i jako družinová oddělení. Každá z těchto učeben je vybavena osobním počítačem s připojením k internetu. K výuce odborných předmětů (fyzika, chemie, informatika) pak slouží odborné učebny a jejich vybavení odpovídá specializaci na konkrétní předměty. Ve škole jsou dvě nově vybavené počítačové učebny. V patnácti učebnách jsou umístěny interaktivní tabule, v pěti učebnách jsou LCD panely a ve dvou třídách je možné využít bezdrátové internetové připojení pro práci s tablety. Výuka tělesné výchovy a jiných sportovních aktivit se realizuje ve vybavené sportovní hale nebo suterénní tělocvičně, za příznivého počasí na školním hřišti.
 

Výuka na základní škole je v rámci školního vzdělávacího programu "Škola pro všechny" a v mateřské škole v rámci ŠVP "Podaná ruka". Druhý vyučovaný povinný jazyk je německý. Průměrný počet žáků ve třídě je 21. Škola je zapojena projektu "Ovoce a zelenina do škol".

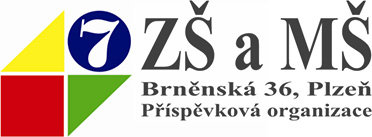
Logo školy

V odpoledních hodinách jsou některé učebny pronajímány ZUŠ Bedřicha Smetany Plzeň a probíhá zde výuka hry na hudební nástroje a hudební nauka. Ve škole má své pracoviště také Pedagogicko-psychologická porada v Plzni.

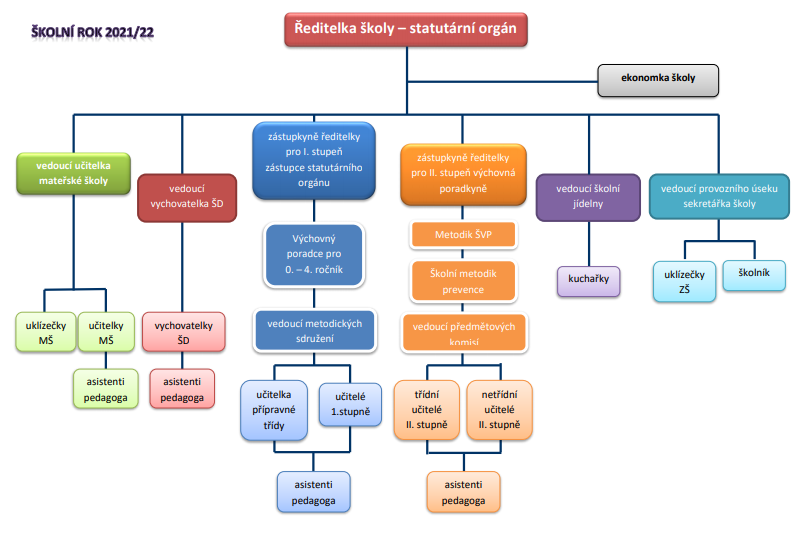
Organizační struktura školy ve školním roce 2021/22

### Pedagogický sbor
Pedagogický sbor školy je stabilní, počet pracovníků odpovídá potřebám školy. Ve sboru jsou rovnoměrně zastoupeni pedagogové s různou délkou pedagogické praxe. Jednotlivým předmětům vyučují pouze aprobovaní učitelé, jen ve zvláštních případech předmět vyučuje učitel s příbuznou aprobací. Většina pedagogů je plně kvalifikována. Pedagogický sbor doplňuje jedna studentka magisterského oboru pedagogické fakulty. Ve škole pracuje výchovný poradce, metodik prevence rizikového chování, pedagog zabývající se výchovou k ochraně životního prostřední a koordinátor ICT a ŠVP. Ve školním roce 2020/21 pedagogický sbor školy čítal 55 učitelů a škola zaměstnávala 21 nepedagogických pracovníků.

## Školní tradice

### Vánoční a Velikonoční jarmark
Škola každoročně tradičně pořádá začátkem měsíce v prosinci a v dubnu tematický Vánoční a Velikonoční jarmark, který je zpravidla doprovázen dnem otevřených dveří na škole a zábavním programem pro žáky a rodiče. Na jarmarcích prezentuje svou činnost škola a zájmové kluby žáků, veřejnosti a rodičům formou prezentací, výstav či vystoupení.

### Školní akademie
Tradičně je k závěru školního roku pro rodiče, žáky a veřejnost v červnu pořádána Školní akademie. Její program většinou zahrnuje vystoupení pěveckého sboru, vystoupení závěrečného devátého ročníku s rozloučením, vystoupení tanečního, dramatického a pohybového kroužku, vystoupení jednotlivých tříd a samostatných talentovaných žáků. Tradicí bylo pořádání této největší školní kulturní akce v budově tělocvičny školy, avšak od roku 2016 byla Akademie pořádána v pronajatých kulturních prostorách Pekla a DEPO2015. V letech 2020, 2021 a 2022 muselo být její pořádání zrušeno, kvůli epidemické situaci a vládním nařízením spojené s epidemií COVID-19.

## Historie

### Výstavba a 90. léta
Výstavba začala v roce 1989 a byla dokončena ve třech etapách: 1.9. 1991, 1.9. 1992 a 1.9. 1993.  Provoz byl zahájen ve školním roce 1991/1992, patří tedy mezi nejnovější plzeňské školy. V tomto prvním školním roce škola vzdělávala celkem 208 žáků v 10 třídách v jednom učebním paviloně. Přípravná třída byla poprvé otevřena ve škol. r. 1993/1994. Prvním ředitelem školy byl Mgr. Vladimír Čech. V roce 1999 bylo ve škole 22 učeben a škola zaměstnávala 36 pedagogických pracovníků. Do školního roku 1999/2000 byly ve škole pouze 1.-4. ročníky prvního stupně.

### Transformace školy na začátku milénia
Ve školním roce 2000/2001 byl otevřen pátý ročník a škola tak začala poskytovat úplný první stupeň.  Od listopadu 2001 do května 2002 proběhla rekonstrukce školního hřiště, které bylo pokryto umělým povrchem a bylo umožněno jeho celoroční užívání. Základní škola byla do roku 2005 samostatným subjektem s názvem "7. základní škola Plzeň, Brněnská 36" a poskytovala pouze 1. stupeň.   1.9. 2005 došlo rozhodnutím Zastupitelstva města Plzně ke sloučení 7. základní školy a přilehlé 82. mateřské školy a školní jídelny pod jeden ekonomický subjekt. Vznikl tím tak současný subjekt. Od školního roku 2005/2006 byla škola postupně rozšiřována o ročníky druhého stupně. První devátý ročník na škole byl otevřen ve školním roce 2008/2009 a tím byla dokončena transformace na úplnou ZŠ. Od roku 2009 je ředitelkou školy Mgr. Blanka Hránková.
K roku 2010 škola zaměstnávala 27 učitelů ZŠ, 4 vychovatelky ŠD, 7 učitelek MŠ, 8 kuchařek ve školní jídelně, 2 školníky, 8 uklízeček a 2 nepedagogické pracovnice. Dohromady tedy 58 zaměstnanců.

### Současnost
V roce 2019 byla vybudována nástavba pavilonu D a zároveň proběhla jeho rekonstrukce. Vzniklo tím nové patro s odbornými multifunkčními učebnami. Stavba probíhala od ledna do října téhož roku v rámci projektu ITI za účelem podpory výuky přírodních věd, technických a řemeslných oborů na škole. Náklady na tento projekt činily 46 milionů Kč. Částka 41,6 mil. Kč tvořila dotace z IROP a zbytek hradilo město ze svého rozpočtu.
Ve školním roce 2021/2022 škola oslavila 30. výročí od zahájení svého provozu. Škola uspořádala několik slavnostních akcí připomínající toto jubileum, např.: Sportovní den a fotbalový miniturnaj, ve kterém se utkali žáci proti učitelům a také byl vysazen památní strom před budovou školy.

## Fotografie ze školy

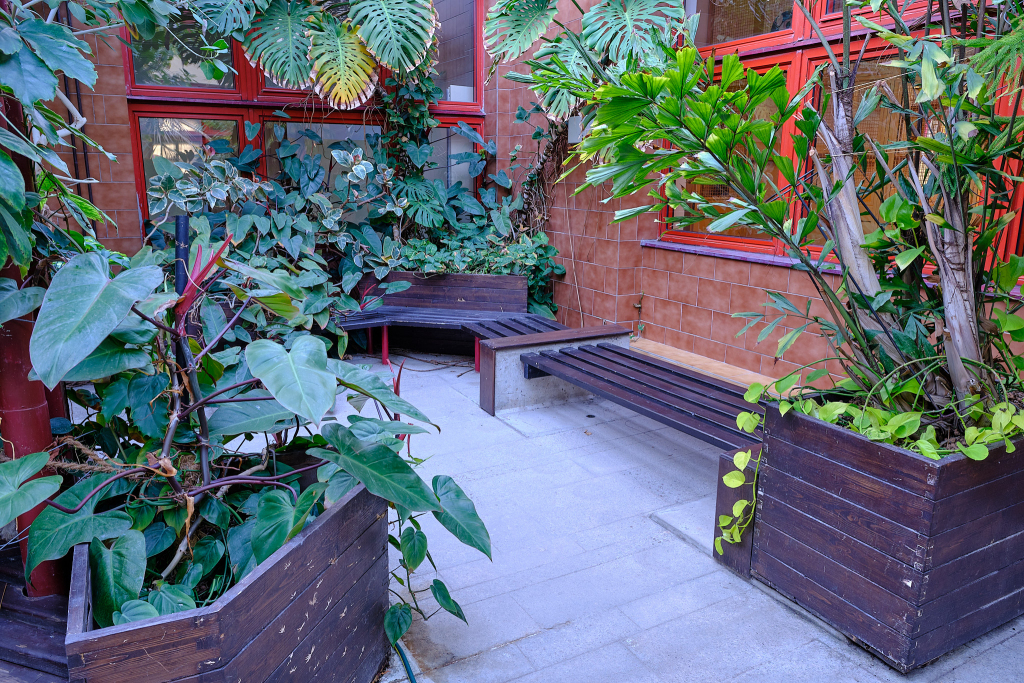
Atrium v budově ředitelství školy
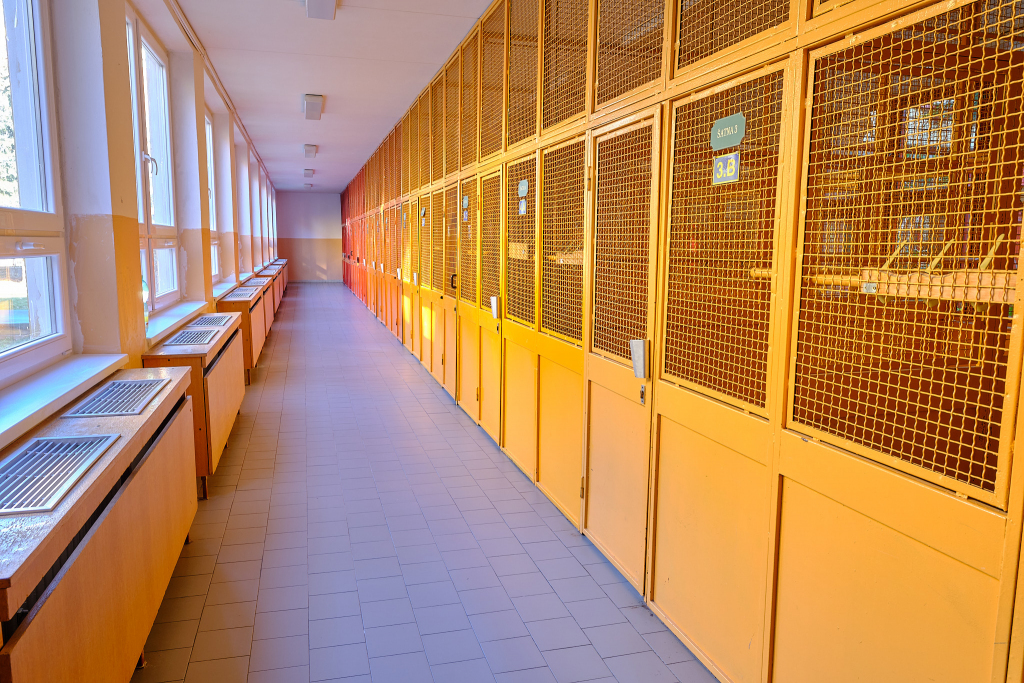
Chodba u školních šaten
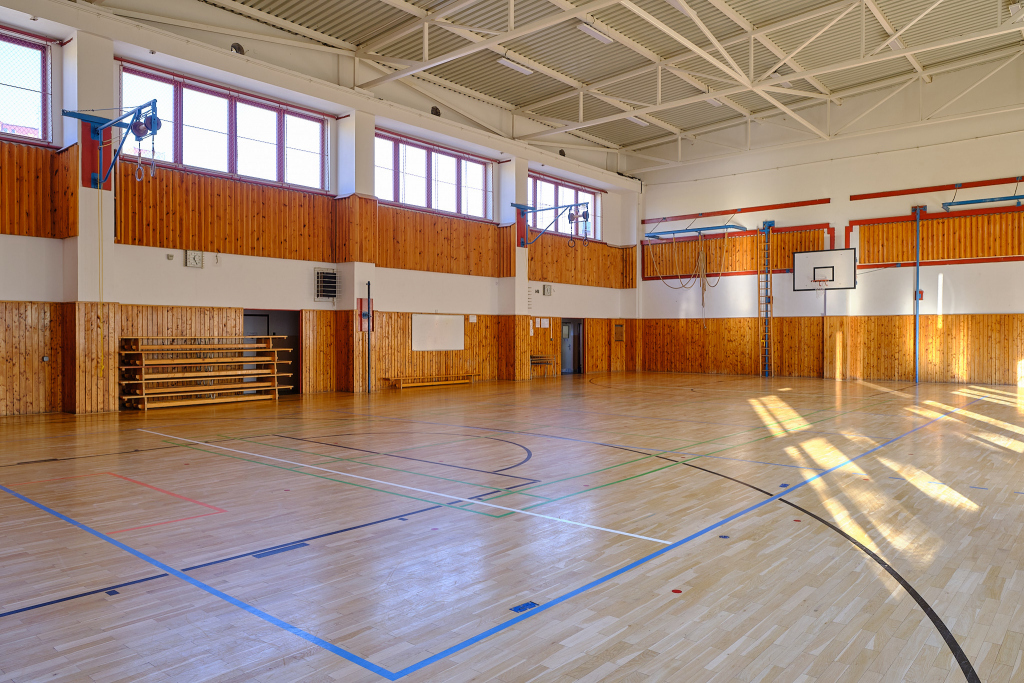
Prostor haly v tělocvičně
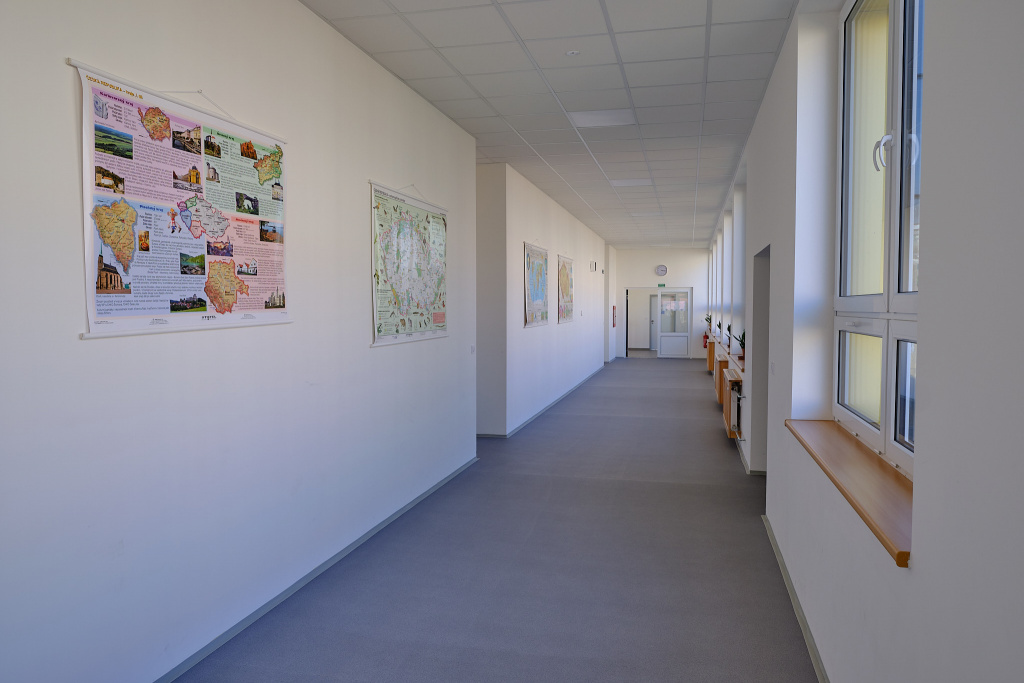
Chodba v nové nástavbě školy
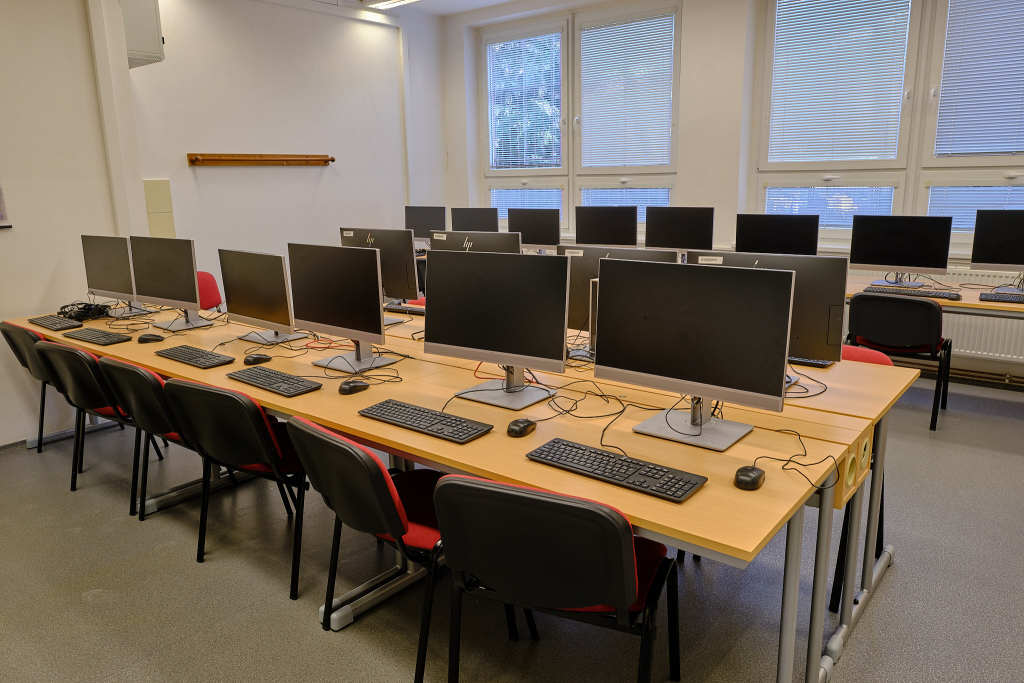
Počítačová učebna
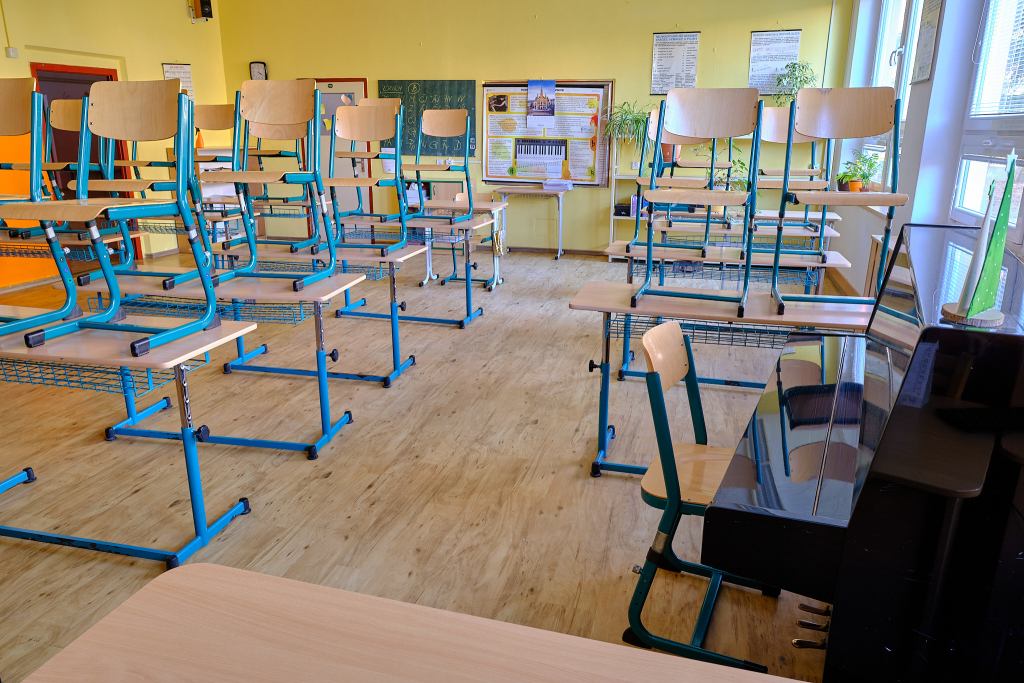
Kmenová třída na druhém stupni
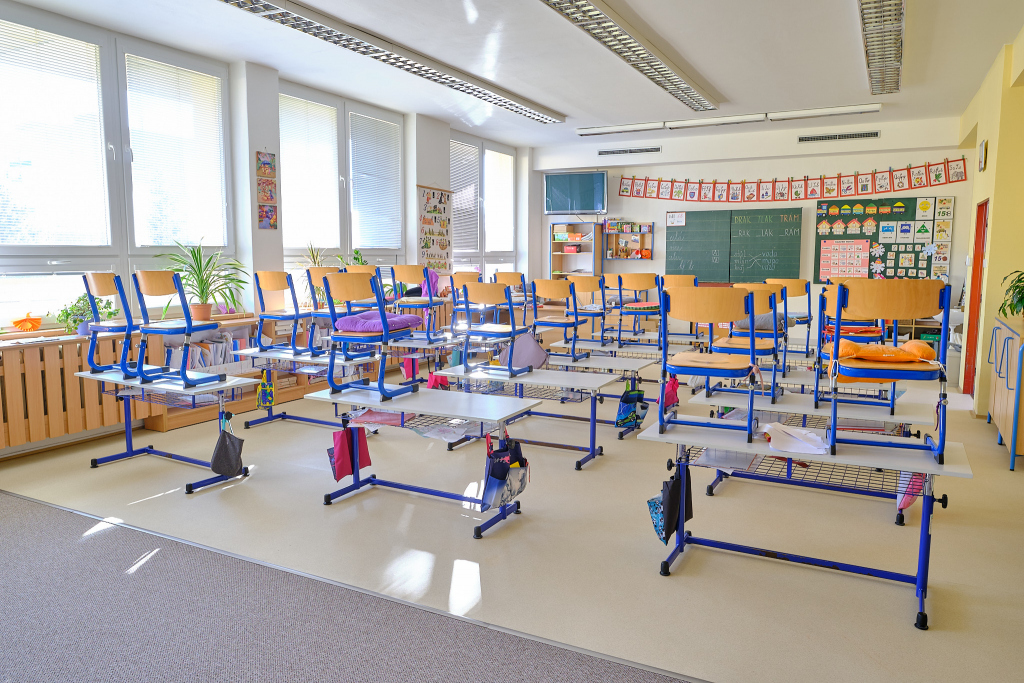
Kmenová učebna na prvním stupni v novém pavilonu
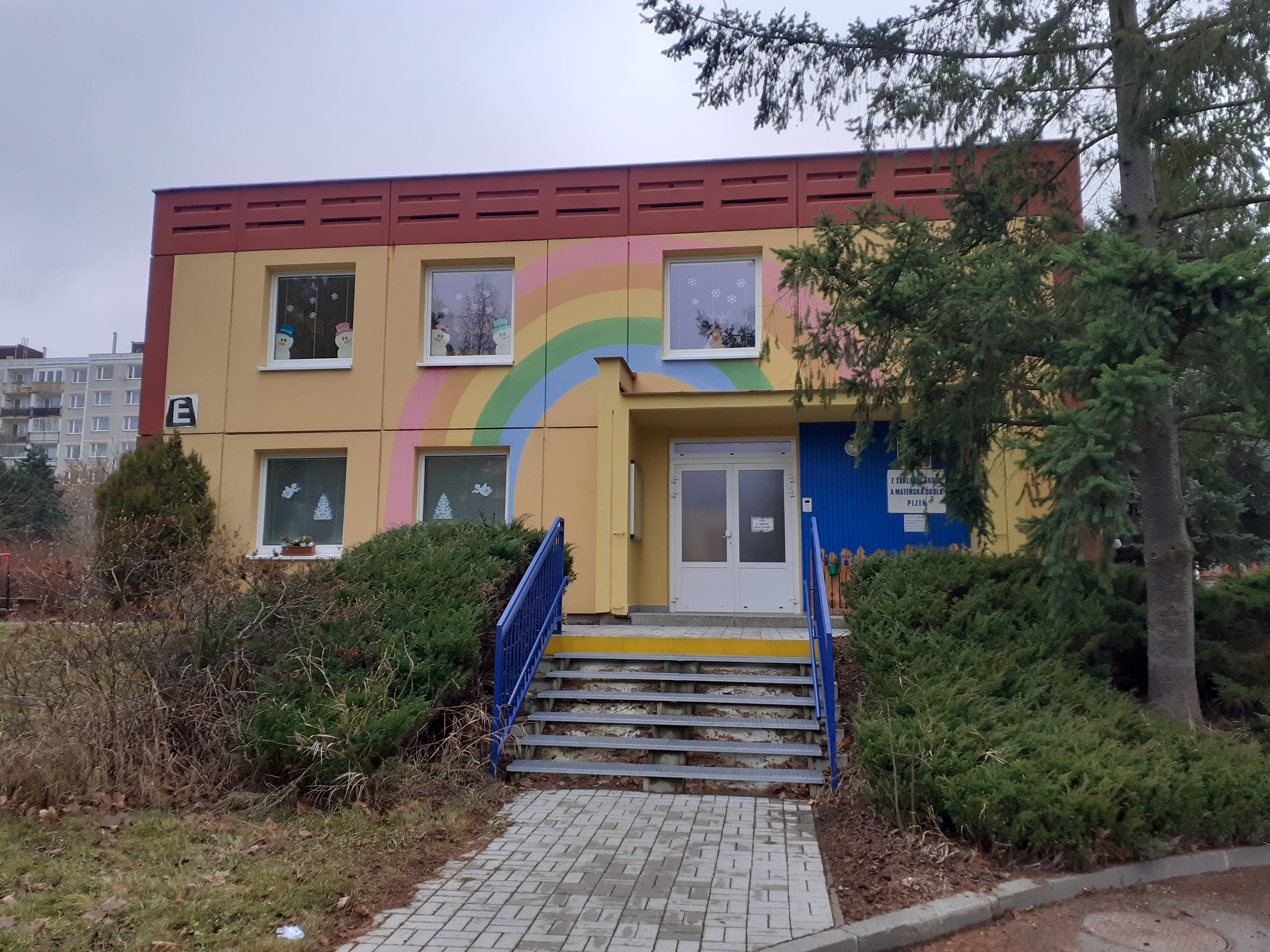
Budova mateřské školy
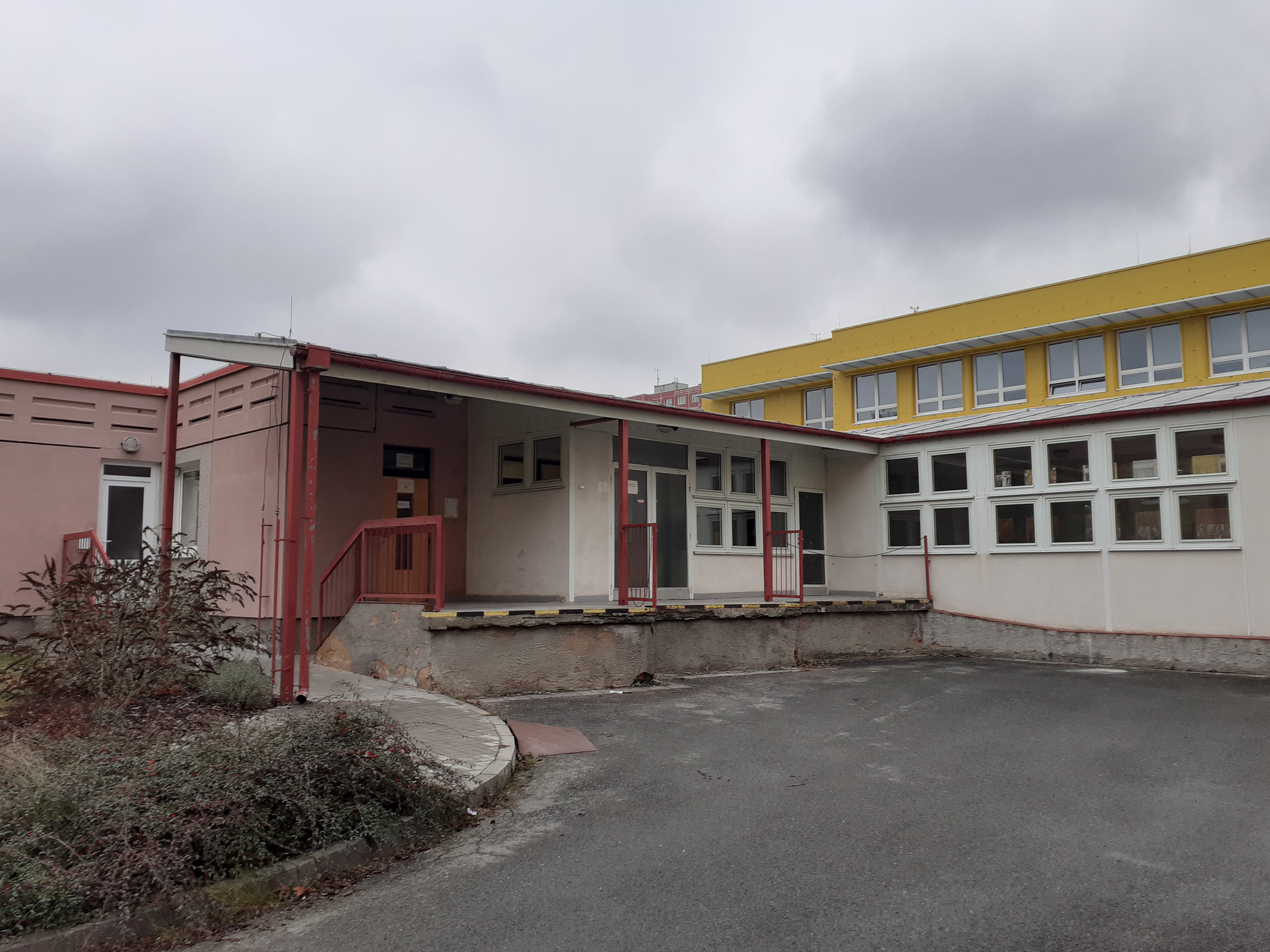
Zásobovací ranvej u hospodářské budovy